# Katie Tippel
Pour plus de détails, voir Fiche technique et Distribution.
Katie Tippel (Keetje Tippel) est un film néerlandais réalisé par Paul Verhoeven et sorti en 1975.
Il s'agit de l'adaptation du roman autobiographique Keetje trottin de l'auteur néerlandaise Neel Doff.

## Synopsis
À la fin du XIXe siècle, Katie Tippel s'installe avec sa famille dans les faubourgs d'Amsterdam.

## Fiche technique
Sauf indication contraire, les informations mentionnées dans cette section peuvent être confirmées par la base de données cinématographiques IMDb,  présente dans la section « Liens externes ».
- Titre original : Keetje Tippel
- Réalisation : Paul Verhoeven
- Scénario : Gerard Soeteman, d'après le roman Keetje trottin de Neel Doff
- Musique : Rogier van Otterloo
- Photographie : Jan de Bont
- Montage : Jane Sperr
- Décors et direction artistique : Benedict Schillemans
- Costumes : Robert Bos
- Production : Rob Houwer
- Société de production : Rob Houwer Productions
- Distribution : Tuschinski Film Distribution (Pays-Bas), Cinema National (États-Unis)
- Pays d'origine :  Pays-Bas
- Langue de tournage : néerlandais
- Format : couleurs - 1,66:1 - Mono - 35 mm
- Genre : drame
- Durée : 100 minutes
- Dates de sortie :
  - Pays-Bas : 6 mars 1975
  - Belgique : 25 avril 1975 (Gand)
  - France : novembre 1978 (sortie en province, inédit à Paris)[1], 24 février 2003 (DVD) ; 28 juillet 2021 (cinémathèque française)

## Distribution
- Monique van de Ven : Keetje Tippel
- Rutger Hauer : Hugo
- Andrea Domburg : mère de Keetje
- Hannah de Leeuwe : Mina, sœur de Keetje
- Jan Blaaser : le père de Keetje
- Eddie Brugman : Andre
- Peter Faber : George
- Mart Gevers
- Riet Henius
- Walter Kous : Pierre
- Tonny Popper
- Jan Retèl
- Fons Rademakers : Klant
- Riek Schagen
- Carry Tefsen : la femme dans l'usine de blanchisserie

## Production
Au moment de sa sortie, le film est le plus cher de l'histoire du cinéma néerlandais (un record battu plus tard par Le Choix du destin). En raison du succès de Turkish Délices, Paul Verhoeven subit une pression de la part des gouvernements de gauche et se brouille avec le producteur Rob Houwer.
Le tournage a lieu aux Pays-Bas (Amsterdam, La Haye, Leyde, Utrecht) ainsi qu'à Bruxelles. Des tensions surviennent sur le plateau lors des scènes de sexe. L'actrice Monique van de Ven était alors en couple avec le directeur de la photographie Jan de Bont, ce dernier n'a pas apprécié les plans de sa compagne nue.

## Accueil
Dans une longue critique-analyse sur le site DVD Classik, on peut notamment lire « Katie Tippel est le seul film du cinéaste où son érotomanie coutumière dessert clairement son geste artistique. Plus sa beauté frappe [...], plus il participe d’une violence dont le spectateur a malgré lui dû se faire complice. Pas la plus controversée de ses œuvres, elle est pourtant celle qui insidieusement entérine ce que serait le discours d’un “Hollandais Violent du pauvre”. »

## Commentaire
Le nom de famille de l'héroïne, Tippel, signifie en argot néerlandais « tapineuse ».